# Abraham García Rojas
Abraham García Rojas (Salamina, 30 de mayo de 1835-Caracas, 29 de septiembre de 1897) fue un político y militar colombiano que se desempeñó como gobernador de Antioquia entre 1892 y 1893. 

## Biografía
Nacido en 1835, era hijo de Nicolás García Mejía y de Sebastiana Rojas Villegas. Estudió en La Ceja y a los 18 años se convirtió en maestro en Santa Rosa de Osos, dedicando sus primeros años laborales a la educación. 
Sin embargo, rápidamente se vio envuelto en las guerras civiles que sacudieron al país en el siglo XIX: Primero luchó en la Guerra de las Soberanías defendiendo al gobierno de Mariano Ospina Rodríguez, llegando a combatir contras los insurrectos liderados por Juan José Nieto en Bolívar y contra los rebeldes liderados por Tomás Cipriano de Mosquera en Manizales, además de en la batalla de Santo Domingo. En 1864 defendió al gobierno de Pedro Justo Berrío, amenazado por una rebelión liberal ese año. En la Guerra de las Escuelas, por llamado por el presidente de Antioquia, Recaredo de Villa, se enlistó entre los 14.000 hombres que el gobierno de Antioquia envió a apoyar a los conservadores rebeldes en el Cauca, que combatían a las tropas del gobernador César Conto. En esta contienda fue nombrado prefecto y comandante general de las fuerzas armadas rebeldes al occidente del país. 
Terminada la guerra, fue secretario de gobierno en la administración de Pedro Justo Berrío, y posteriormente secretario de Instrucción Pública de Antioquia. En 1875 fue elegido al Senado de Colombia, corporación que presidió al año siguiente. También fue Representante a la Cámara, presidiendo esta corporación en 1878. 
En 1879 lideró, junto con Juan Pablo Restrepo, Delio Isaza y Vicente Restrepo el golpe de Estado que intentó derrocar al gobierno estatal de Tomás Rengifo. Fue socio fundador de la Sociedad de San Vicente de Paul, en 1882, y uno de los directores del periódico El Deber, fundado en 1891. Fue elegido gobernador en 1892, estando el cargo hasta 1893. Siendo gobernador ilegalizó el periódico El Espectador y arrestó a Fidel Cano. 
Tras haber sido gobernador fue jefe del Estado Mayor General en Santander y Ministro Plenipotenciario en Venezuela, falleciendo mientras ejercía este cargo en 1897.